# Inquisitor flindersianus
Inquisitor flindersianus é uma espécie de gastrópode do gênero Inquisitor, pertencente a família Pseudomelatomidae.